# 葉燮
葉燮（1627年—1703年），原名世倌，字星期，號獨巖，一號己畦，南直隸蘇州府吳江縣人，清朝政治人物。

## 生平
葉紹袁第六子。四歲時，父授以《楚辞》，即能成誦。康熙九年（1670年）庚戌科二甲第二十一名進士，授寶應縣知縣，十四年（1675年）忤上官被罷職，遊歷四方山川，晚年定居吳縣橫山，世稱“橫山先生”，有弟子沈德潛等人。四十二年（1703年）卒。著有《原詩》四卷、《己畦詩文集》二十一卷。